# Saab 900
Saab 900 är en svensk personbil tillverkad av Saab i två generationer mellan 1978 och 1998.

## Saab 900 Generation 1 (1978–1994)
Den första generationen Saab 900 lanserades den 12 maj 1978 och började säljas under hösten som årsmodell 1979 fram till och med 1994. Den hade när den kom stora likheter med Saab 99 och var i själva verket en större och bekvämare vidareutveckling av 99:an med samma motor, B-motorn. På USA-marknaden kom flera återförsäljare att ha problem med begreppet "ny" då likheter med den gamla 99:an var så slående. 
Marknadsavdelningen såg ett minskande intresse för Saab 99 och de ekonomiska resurser som krävdes för att ta fram en helt ny bil saknades. Ett samarbete med Lancia inleddes i mitten av 1970-talet, men det blev ingen framgång när det gällde att ta fram ersättare till 99:an. Istället ledde det till att Saab började sälja Lancia Delta under namnet Saab-Lancia 600 som en ersättare för mindre modellen Saab 96.
Men nya amerikanska krockkrav och ett näst intill fullproppat motorrum när turbon installerades ställde krav på ett nytt frontparti. Marknadsavdelningen såg här även en möjlighet att ta ett skala upp modellen till en större och lyxigare bil i ett segment där bilarna inte var lika priskänsliga som i de lägre prisklasserna. 
Mitt- och bakparti lämnades nästan orörda men förutom de interiöra förändringar, främst den nya och moderna instrumentpanelen, ny vindruta och mer effektiva strålkastare i den nya fronten, var de största förändringarna en 21 cm längre bil (varav 9 cm var längre stötfångare), 5,2 cm längre axelavstånd och 2 centimeter bredare spårvidd än Saab 99. Trots den större karossen kunde man genom att använda t.ex. aluminium istället för stål i vissa detaljer hålla vikten nere så att den nya bilen bara vägde 20 kg mer än sin föregångare. 
Framvagnskonstruktionen bibehölls nästan intakt men förstärktes och trimmades in och justerades med andra hjulvinklar och mer optimala placeringar av dämpare och fjädrar. 
Saab 900 spann vidare på halvkombi-konceptet och fanns i 3- och 5-dörrarsutförande. Dessa hade i stort sett oförändrat bakparti jämfört med 99 Combi Coupé, som samtidigt slutade tillverkas, så att 99 enbart fanns med sedankaross och 900 enbart som halvkombi. En sedanmodell av 900 introducerades som 1981 års modell med en helt ny bakre del av bilen.
1986 breddades 900-programmet då man lanserade en cabrioletversion som tillverkades i finska Nystad. Den öppna bilen innebar stora försäljningsframgångar framförallt på den viktiga USA-marknaden, den var, för att vara en öppen bil, väldigt ombonad vilket satte en ny trend och gjorde att den blev populär som året runt-bil. Fronten och stötfångarna bytte utseende på 1987 års modell. Saab 900 hör till Saabs genom tiderna mest välkända modeller.
Den första generationens Saab 900 förekom som sedan (2 dörrar från och med 1984 års modell och 4 dörrar från och med 1981 års modell), halvkombi (3 eller 5 dörrar) och öppen bil (2 dörrar, från och med 1986 års modell), med ett antal motoralternativ som alla var tvåliters fyrcylindriga bensinmotorer, men vars bränslematning (förgasare/insprutning/turbo) varierade. Dessutom tillverkades en 20 cm förlängd version av fyradörrarsmodellen, benämnd 900 CD, 1981-1986. Förutom det ökade utrymmet var denna version extra lyxigt inredd och fanns endast med turbomotor. Endast cirka 500 exemplar gjordes av 900 CD.

### Tidslinje

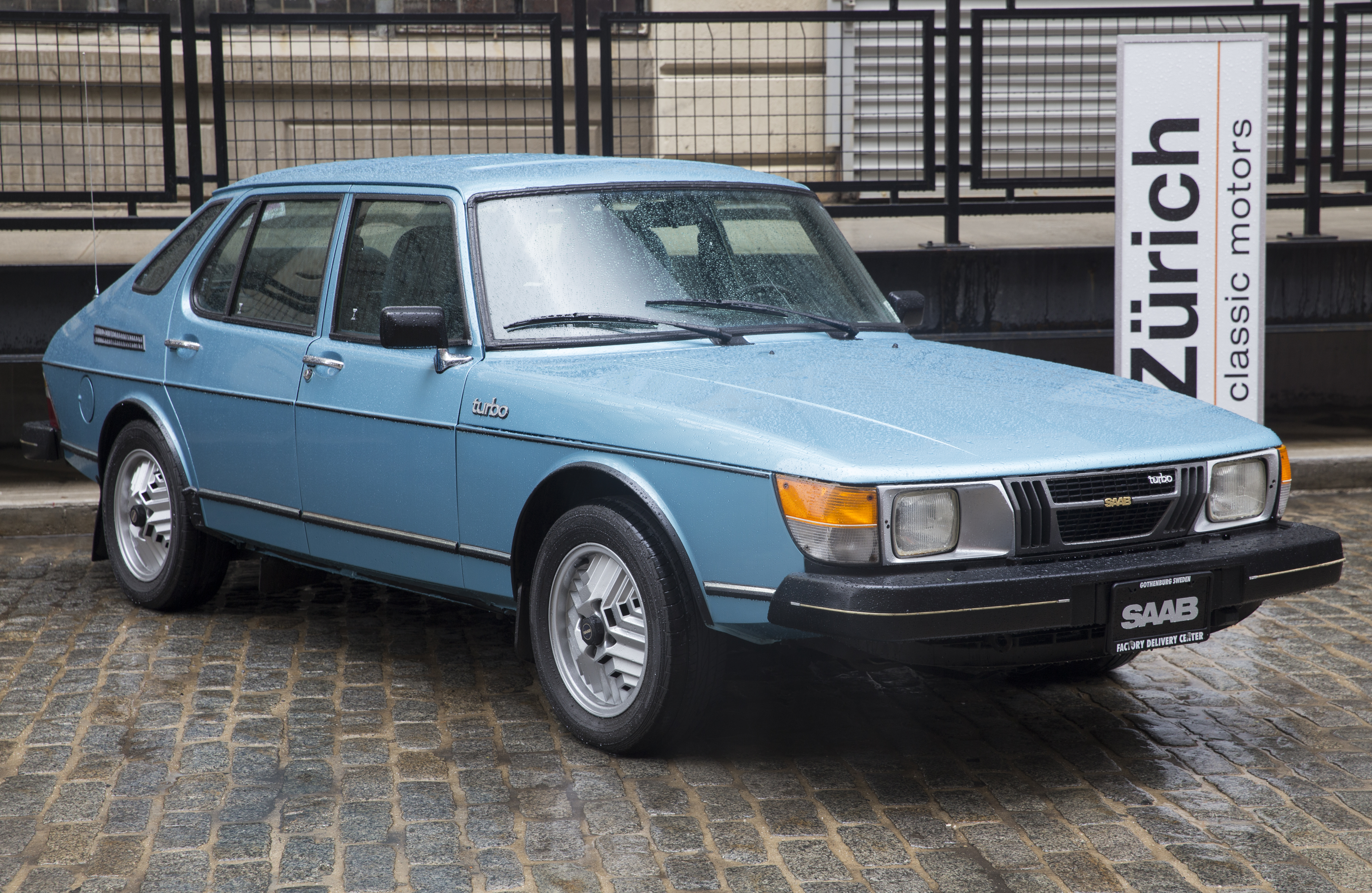
1979 Saab 900 Turbo (5-dörrars, USA-version).

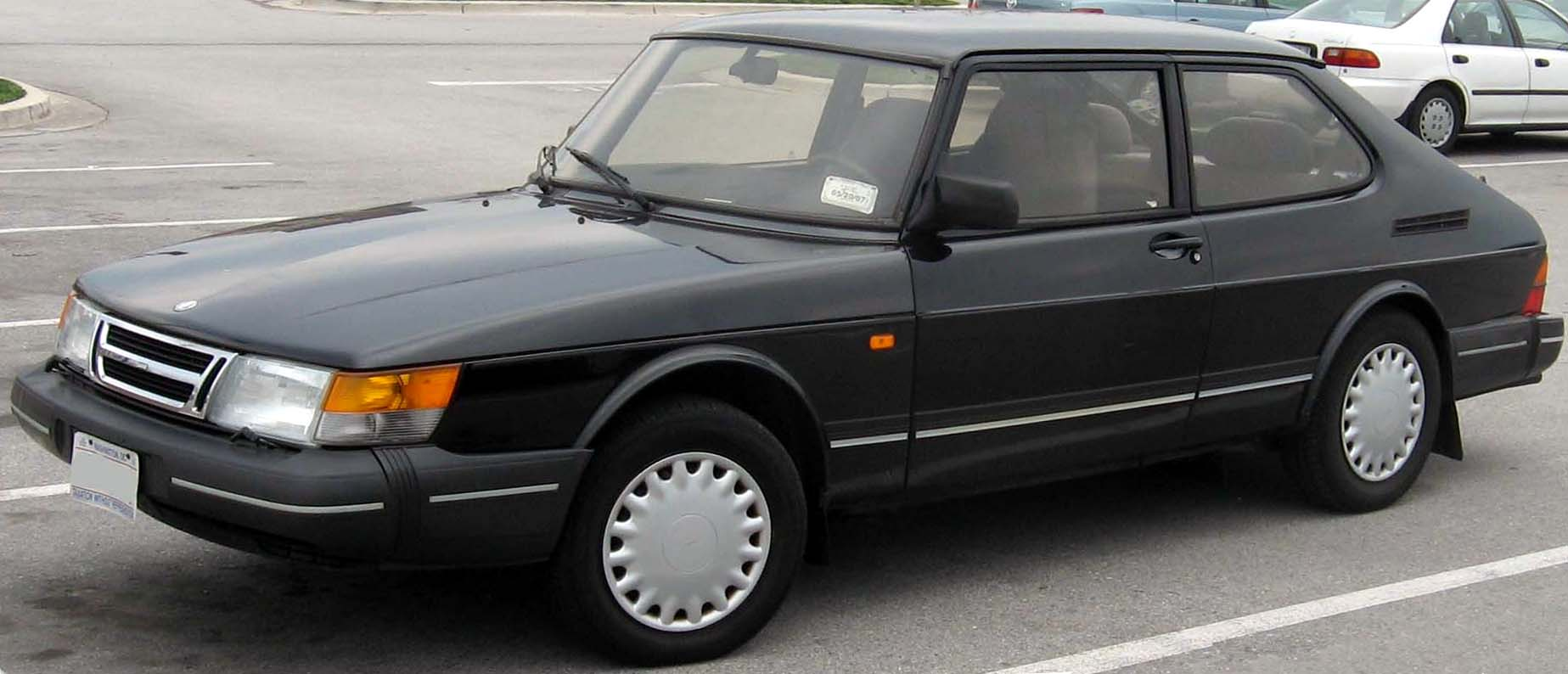
Saab 900 (3-dörrars).

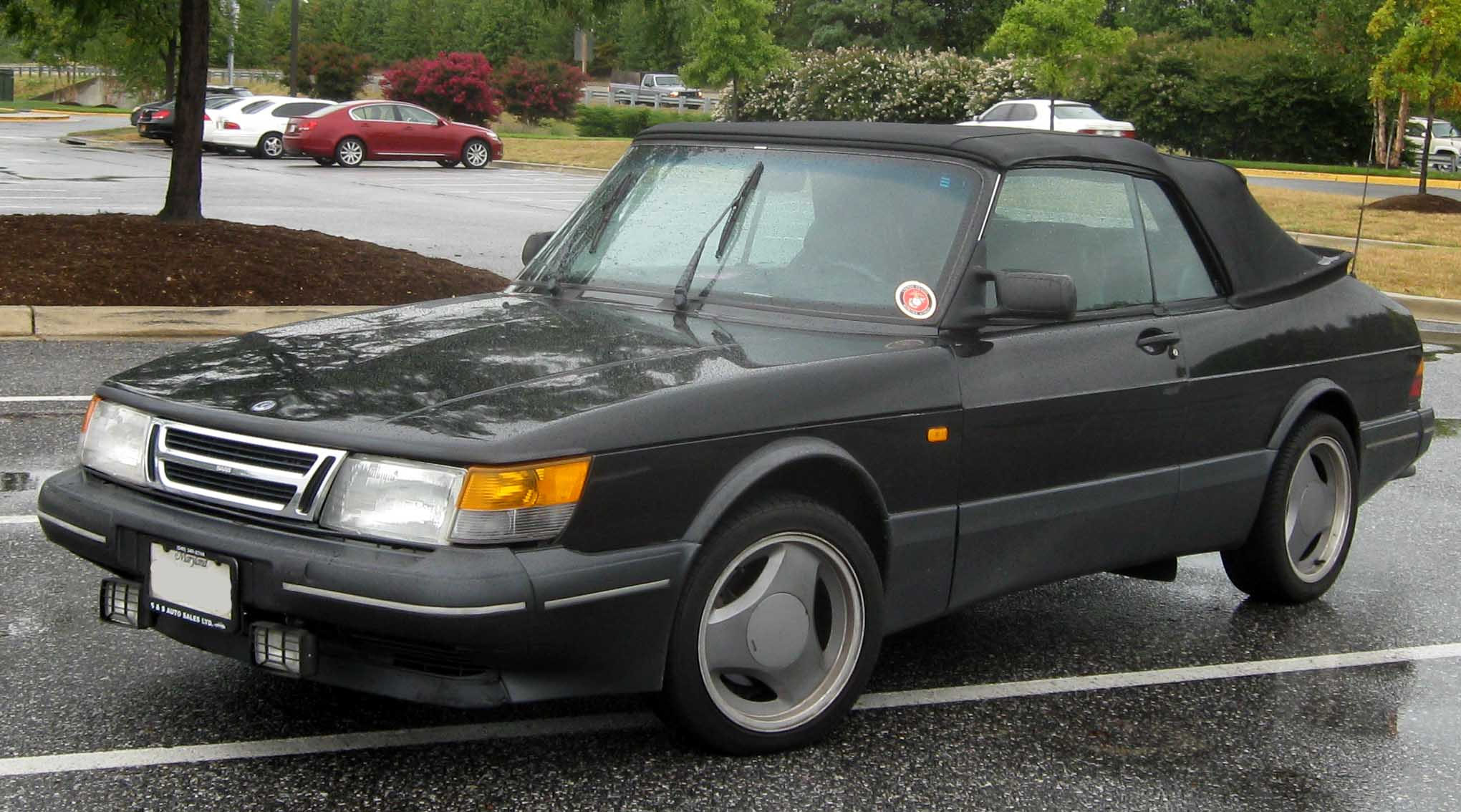
Saab 900 cabriolet.

1978 Saab 900 lanserades 12 maj 1978 och började säljas som årsmodell 1979 senare på hösten. 900:an fanns med 3 (GL, GLs, EMS samt Turbo) eller 5 dörrar (GL, GLs, GLE samt Turbo) dels i modellvarianterna GL, GLs, EMS, GLE samt Turbo.
1979 På våren i samband med Internationella bilsalongen i Genève visade Saab experimentbilen Saab Super Turbo. Bilen var bland annat utrustad med en ny turbomotor. Dess motoreffekt var 170 hk, och den accelererade från 0 till 100 km/h på 8,5 s och hade en toppfart på 210 km/h. Senare på hösten 1979 lanserades årsmodell 1980. Nu fick turbo och EMS modellerna 5-växlad växellåda som standard. Framstolarna ändrades, alla modeller fick en gemensam grill och bilarna fick större bakljus. Det gick nu även att välja en manuell 4- eller 5-växlad låda till GLE-varianten. Modellen hade tidigare endast funnits med automatlåda. 5-växlad låda blev även tillval till GL och GLS.
1980 En fyradörrars sedan visas på Genèves bilsalong 4 mars 1980. Modellen ingick i 1981 års modellprogram senare på hösten. Från och med hösten 1980 fick bilarna (ej GL 3-dörrars), nya breda sidolister, inifrån ställbara backspeglar, ny ratt, ny inredning, nytt baksäte, elektriska fönsterhissar på framdörrarna på vissa modeller, turbobilarna kunde erbjudas med automatisk växellåda, alla bilar (utom GL 3-dörrars), fick större bränsletank samt större bagageutrymme med reservhjulet under golvet. Modellprogrammet var oförändrat, men Saab 900 GLE fanns numera endast med sedankaross.
1981 APC-systemet infördes på 1982 års modeller av 900 Turbo, centrallås blev standard på GLE och Turbo, vidvinkelbackspegel infördes på samtliga modeller och nya stålfälgar med andra navkapslar infördes på alla modeller utom Turbo. Även den förlängda CD-modellen fanns nu i modellprogrammet. Detta år lanserades även den nya och uppdaterade H-motorn.
1982 Inför 1983 års modell infördes asbestfria bromsar och bromsbelägg. En ny mittkonsol infördes på GLE och EMS, stötfångarna fick en bredare dekorband, varvräknare med ekonomimarkering blev standardutrustning på alla 5-växlade bilar och dimbakljus infördes. Turbobilarna kunde från och med 1983 års modell fås med ett lyxutrustningspaket som bland annat innehöll elmanövrerat soltak, läderklädsel och tvåtonslack. EMS-modellen fick en ansiktslyftning med nya lättmetallfälgar, frontspoiler, taklucka och sportratt. EMS fanns endast i silvermetallic. Under våren 1983 lanserades en ny modell, nämligen Saab 900 GLi med 5D-kaross. Bilen var utrustad med insprutningsmotorn med effekten 118 hk DIN.
1983 Årsmodell 1984 visades hösten 1983. Bilarna hade en ny front samt nya anslutningar mellan stötfångare och sidolister. EMS och Turbo med CombiCoupe-kaross fick en svart bakstam mellan baklyktorna, GLi modellerna ersatte GLs-modellerna, EMS och Turbo fick ny treekrad ratt, och ett nytt tvådörrarsalternativ visades tillsammans med designstudien av en öppen bil i samband med Frankfurts bilsalong hösten 1983. Tvådörrarsalternativet fanns på marknaden från och med januari 1984, först endast som GLi-modell. Bilarna med två dörrar tillverkades endast i Finland. EMS-modellen fick även en ändrad utväxling på växellådan för att få förbättrade prestanda. Saabs 16-ventilsmotor fanns på marknaden från och med januari 1984.
1984 Nya modellbeteckningar införs på årsmodell 1985. Modellprogrammet består av 900 (100 hk DIN), 900i (118 hk DIN), 900 Turbo (145 hk DIN), 900 Turbo 16 (175 hk DIN) dels Saab 900 Turbo 16 Aero samt Saab 900 CD. Nya aluminiumhjul införs på Turbo & nya plåtfälgar samt hjulsidor på 900i, Turbobilarna får kromad grill, ett utrustningpaket införs till 900i med bl.a. aluminiumfälgar, spoiler fram (även bak på 2D-modellen), tonade rutor, lyxigare klädsel med nackstöd bak samt svart rutdekor.
1985 Intercooler på Turbo 8V (155 hk DIN) införs fr.o.m årsmodell 1986, ny klädsel på alla 900i samt sidoblinkers på framskärmarnas bakkant. I USA kunde man nu köpa en SAAB 900i 16 (125 hk DIN). SAAB 900 Turbo 16 Cabriolet började att produceras i januari 1986, 400ex byggdes alla för export till Nordamerika. Saab 900 Turbo/8v finns även i ett 2 dörrars alternativ från och med årsmodell 1986. Bilarna får Saab Scanias nya koncernsymbol på motorhuven, bakluckan samt på ratten.
1986 Ny front, grill, strålkastare, blinkers samt nya stötfångare fram/bak på 1987 års modell, gäller ej basversionen 900 som finns kvar i 2 och 4-dörrars version. 900c kommer och katalysator blir tillval på 900i.
1987 Katalysator blir tillval även på turbomodellerna och vattenkylda lagerhus på turboaggregatet införs i och med lanseringen av årsmodell 1988, hösten 1987. Ventilerade skivor fram, handbromsen monterades bak samt svart rutdekor på 900i.
1988 Från och med årsmodell 1989 försvann alla 8-ventilsmotorer från Turboprogrammet. En jubileumsmodell, kallad 900 T8 special, tillverkades i samband med detta. Denna modell hade samma utrustning och utseende som en aero men med en 8V motor och ett lägre pris. Denna modell tillverkades i 805 exemplar för den svenska marknaden. 16V motorn utan turboaggregat fanns att köpa som 900i 16 (128 hk DIN). 900c som hade förgasarmotor slutade säljas i Sverige vid årsskiftet 1988/89, då det blev lag på att ha katalysatorer på bilarna, men fanns kvar i utlandet. ABS-bromsar blev standard på Turbo, högt placerat bromljus bak på alla modeller från och med årsmodell 1988B och den katalysatorrenade Saab 900 Turbo 16 Aero fick effekten höjd från 160 hk DIN till 175 hk DIN. 1988 kom även handbromsen på bakhjulen.
1989 Från och med årsmodell 1990 finns det endast 16V toppar samt insprutning med katalysator på alla motorer och 900c med förgasarmotor slutar säljas även i utlandet. Större bränsletank och nya hjulsidor på 900i 16, lättrycksturbon Saab 900S (145 hk DIN) och Saab 900i 16 Cabriolet lanseras under våren 1990.
1990 Årsmodell 1991 lanseras med ringa förändringar, bland annat kan cabrioleten fås i Aeroutförande dels att ett nytt sugmotoralternativ lanseras i Europa, nämligen Saab 900 2,1i 16 (140 hk DIN) samt att 900-serien har 9000-seriens stolar fram. Krockkudde blir tillval.
1991: I samband med ändringstillfället hösten 91 fick 900 serien ABS-bromsar som standard, centrallås och mittarmstöd (900i), samt att 2,1i 16 (140 hk DIN)-motorn fanns även i Sverige som 1992 års modell. 
1992: Inga ändringar på årsmodell 1992.
1993: Inga ändringar på årsmodell 1993. Halvkombivarianterna av den gamla 900-serien lämnade fabrikslinan för sista gången 26 april 1993.
1994: Cabrioletversionen av den gamla 900-serien tillverkades till och med hösten 1993 (som årsmodell 1994).
Källa: Motorhistoriskt magasin
Prestanda:
- Saab 900 GL. (100hk/DIN) Acceleration 0–100 km/h 14,6 sek. Toppfart 165 km/tim.

Källa: Teknikens värld, nr 22 1979.
- Saab 900 GLs. (108hk/DIN) Acceleration 0–100 km/h 13,8 sek. Toppfart 170 km/tim.

Källa: Teknikens värld, nr 12 1982.
- Saab 900 GLE aut. (118hk/DIN) Acceleration 0–100 km/h 14,3 sek. Toppfart 170 km/tim.

Källa: Teknikens värld, nr 22 1979.
- Saab 900i. (118hk/DIN) Acceleration 0–100 km/h 11,4 sek. Toppfart 175 km/tim.

Källa: Auto, Motor und Sport 5 1985.
- Saab 900 Turbo aut. (145hk/DIN) Acceleration 0–100 km/h 9,8 sek. Toppfart 190 km/tim.

Källa: Teknikens Värld nr 1 1980.
- Saab 900 Turbo. (145hk/DIN) Acceleration 0–100 km/h 9,5 sek. Toppfart 202 km/tim.

Källa: Auto, Motor und Sport, nr 7 1984.
- Saab 900 Turbo 16S. (175hk/DIN) Acceleration 0–100 km/h 8,5 sek. Toppfart 217 km/tim.

Källa: Auto, Motor und Sport, nr 23 1984.

## Saab 900 Generation 2 (1993–1998)
Saab kunde under ägaren General Motors utveckla en helt ny modell som såldes under samma namn, Saab 900, 1993-1998 men som ofta betecknas som NG, New Generation. Den skiljer sig mycket från den första Saab 900-generationen men har kvar flera gamla Saab-attribut i designen. Halvkombi med 3 eller 5 dörrar var det enda karossalternativet till att börja med, men även en cabriolet tillkom senare.
Plattformen hämtades från Opel Vectra, och det innebar tvärställd motor till skillnad från föregångaren. Även den större 9000-modellen var byggd med tvärställd motor, men förutom själva motorerna fanns inte så mycket gemensamt under skalet. 9000 hade utvecklats i samarbete med Fiat-koncernen och 900 var ett GM-projekt.  
Denna andra generationens Saab 900 genomgick ett stålbad 1998 och det gjordes 12 000 modifikationer. I linje med den 1997 introducerade Saab 9-5, fick Saab 900 namnet Saab 9-3 under modellåret 1998.
För första gången i en Saab kunde kunderna erbjudas en V6-motor, på 2,5 liter och 170 hk. Tyvärr förvärrade denna motor understyrningsproblemen hos Saab 900. Modellen fick också kritik för dåliga utrymmen i baksätet. De positiva omdömena gällde det stora bagageutrymmet och riktningsstabiliteten. De övriga motorerna var samma fyrcylindriga som i Saab 9000. Som tillval fanns en halvautomatisk växellåda där kopplingspedal saknades, men växlingen gjordes manuellt med en vanlig växelspak.
Invändigt hade nya 900:an samma placering av tändningslåset som 99 och gamla 900, d.v.s. bakom växelspaken mellan framstolarna, vilket minskar risken att föraren skadas av nyckeln vid en olycka. I stället för rattlås hade man ett växelspakslås som tvingade föraren att lägga i backväxeln innan nyckeln togs ur. Denna konstruktion hade inte använts på 9000-modellen, men återinfördes i nya 900. En nyhet var "Night Panel", som innebar att instrumentbelysningen kunde släckas ner helt vid mörkerkörning, förutom hastighetsmätaren, och att övriga instrument tändes om de gav ovanliga utslag.
Modellen fick dåligt resultat i krocktest utförda av EuroNCAP, men bedömdes som marginellt säkrare än medelbilen av försäkringsbolaget Folksam som gör egen ranking baserad på verkliga olyckor. Efterföljaren Saab 9-3 anses av dem båda som en betydligt säkrare bil än 900:an, trots att det är en vidareutveckling av samma grundkonstruktion.
Vid introduktionen hade man stora problem med så kallade barnsjukdomar - det vill säga produktionsfel i början av serietillverkningen - som visar sig hos bilar av den första årsmodellen. Detta förklaras ibland med att Saabs konstruktörer inte fann någon glädje i projektet, eftersom de påtvingats en halvfärdig GM-produkt att utveckla till en Saab.[källa behövs]  De hade hellre utvecklat en Saab helt från grunden, menar man. Projektets snäva tidsramar torde inte heller ha påverkat i positiv riktning. Bilen skulle emellertid visa sig vara mycket uthållig, genom dess uthållighet i Talladega Challenge, då sex Saab 900 körde 100 000 miles i sträck med en medelhastighet av 226,450 kilometer i timmen.
För den tyska marknaden tillverkades en speciell modell av 900:an kallad Saab 900R som endast gjordes i 200 exemplar och endast i coupé-utförande med turbo av årsmodell 1996. Det som skiljde R-versionen från originalbilen var att den hade en speciell metallic-lack från Opel (svart med guldpearl), Recaro-skinnstolar, instrumentpanel i kolfiber-imitation, sänkt 30 mm med hårdare fjädrar och andra dämpare, 17-tums ATS Star-fälgar med däck i dimensionerna 245/35, pedalset i metall, sista ljuddämparen på avgassystemet var i rostfritt stål och slutröret var 3" stort, Talladega-läppen (som för övrigt kom på R-versionen innan den kom på Talladegan) och stora turbo-vingen. Bilens motor förblev dock helt original.